# Björn Wirdheim
Björn Wirdheim, né le 4 avril 1980 à Växjö (Suède), est un pilote automobile suédois.

## Biographie

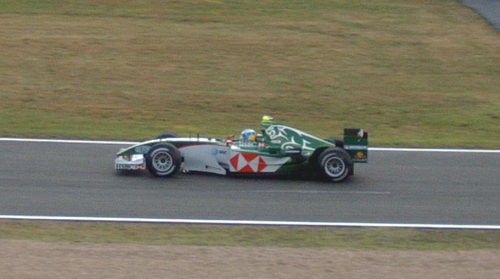
Saison 2004 : pilote essayeur de Jaguar.

Champion de Suède de karting en 1995, Bjorn Wirdheim fait l'année suivante ses débuts en sport automobile, d'abord dans le championnat de Suède de Formule Ford (titré en 1997), puis dans le championnat de Formule Palmer Audi en 1998 et 1999, sans grande réussite. En 2000, il passe dans le championnat d'Allemagne de Formule 3, et se met en évidence fin 2001 à l'occasion du GP de Macao F3 en décrochant la pole position.
Il accède en 2002 au championnat international de Formule 3000 au sein de l'écurie Arden International. Quatrième du classement général en 2002, il remporte facilement le titre en 2003, battant le record du plus grand nombre de points inscrits en une saison. Seule ombre dans cette saison presque parfaite, sa mésaventure survenue lors de l'épreuve de Monaco, la course la plus prestigieuse de l'année : largement dominateur, il s'offre le luxe de ralentir au passage de la ligne d'arrivée afin de saluer les membres de son équipe le long du muret des stands, mais « oublie » de passer le drapeau à damiers, et se fait souffler la victoire par Nicolas Kiesa.
Fin 2003, Wirdheim fait ses débuts en Formule 1 en participant aux essais du vendredi pour le compte de l'écurie Jordan à l'occasion des Grands Prix d'Italie et des États-Unis. Après des essais hivernaux avec BAR, il est recruté par Jaguar où tout au long de la saison 2004, il officie en tant que « pilote du vendredi ». Sans perspective en F1, il traverse l'Atlantique et intègre en 2005 les rangs du Champ Car. Mais, sa saison chez HVM Racing s'avère décevante et les deux parties se séparent en cours d'année.
De 2006 à 2007, Wirdheim dispute le championnat de Formula Nippon au Japon. Cependant de 2008 à 2019, le pilote suédois court en Super GT japonais.